# Schloss Fünfkirchen
Schloss Fünfkirchen – oder Schloss Steinebrunn – trägt den Namen der niederösterreichischen Adelsfamilie Fünfkirchen. Das Schloss steht dominierend auf einer Anhöhe – dem Schlossberg – mit weiter Sicht in die Umgebung im Ort Steinebrunn in der Gemeinde Drasenhofen im Weinviertel in Niederösterreich 10 km nördlich von Poysdorf und nahe dem Grenzübergang und der Stadt Nikolsburg/Mikulov in Südmähren.

## Baugeschichte

### Gründung
Bis zum Tod Hans III. Fünfkirchen 1571 haben die Fünfkirchen die Pflegschaft der landesfürstlichen Burg Falkenstein inne und residieren auf der Burg oder dem der Herrschaft angeschlossenen Schloss Poysbrunn, diese geht aber 1572 an die katholischen Trautson. Ab 1602 lässt Freiherr Johann Bernhard von Fünfkirchen das vierflügelige Schloss als Zentrum und Verwaltungssitz seines großen Grundbesitzes im Stil der späten Renaissance neu erbauen. Reste eines spätromanischen Vorgängerbaus wurden im aufgehenden Mauerwerk integriert. Das Schloss wird mit Erdwällen befestigt, ein Stich von Georg Matthäus Vischer aus dem Jahre 1672 zeigt eine Ansicht davon.
Johann Bernhard ist Protestant und Parteigänger der ständischen Opposition. Nach dem Bruderzwist verkauft er den Großteil seiner niederösterreichischen Güter und erwirbt Grundbesitz in Böhmen und überträgt 1616 das neu erbaute Schloss Steinebrunn an seine Gattin Barbara von Teuffenbach (*† 1620).
Johann Bernhard beteiligt sich am Prager Fenstersturz und wird in Folge als Rebell geächtet und sein Besitz eingezogen. Schloss Fünfkirchen wird an die Dietrichstein aus Nikolsburg übergeben. Das wehrhafte Schloss wird mit einer Besatzung von 100 Mann versehen. Durch Vermittlung seines Onkels Rudolf von Teuffenbach gelingt es Johann Sigismund von Fünfkirchen Schloss und Herrschaft Steinebrunn 1647 zurückzuerhalten.

### Barocker Umbau
Anfang des 18. Jahrhunderts lässt Graf Johann Adam von Fünfkirchen Teile des Schlosses barock ausgestalten, die stuckierte Sala terrena und Reste von Seccomalerei sind noch erhalten.
Eine Ansicht, gestochen von Martin Engelbrecht, zeigt das Schloss von Südwesten. Auf den vorgelagerten Basteien sind noch Kanonen zu erkennen. Der Uhrturm mit Zwiebelhaube in der Mitte der Nordfassade stammt vom barocken Umbau und wurde im 19. Jahrhundert abgetragen.
Das Vorwerk mit Turm samt Nebengebäude rechts vom Schloss ist verschwunden, der Schüttkasten links unterhalb des Gebäudes ist noch erhalten. Zum Haupteingang führte eine Brücke die mit Heiligenfiguren geschmückt war. Die Statue des Hl. Florian hat sich erhalten und steht heute in Drasenhofen.

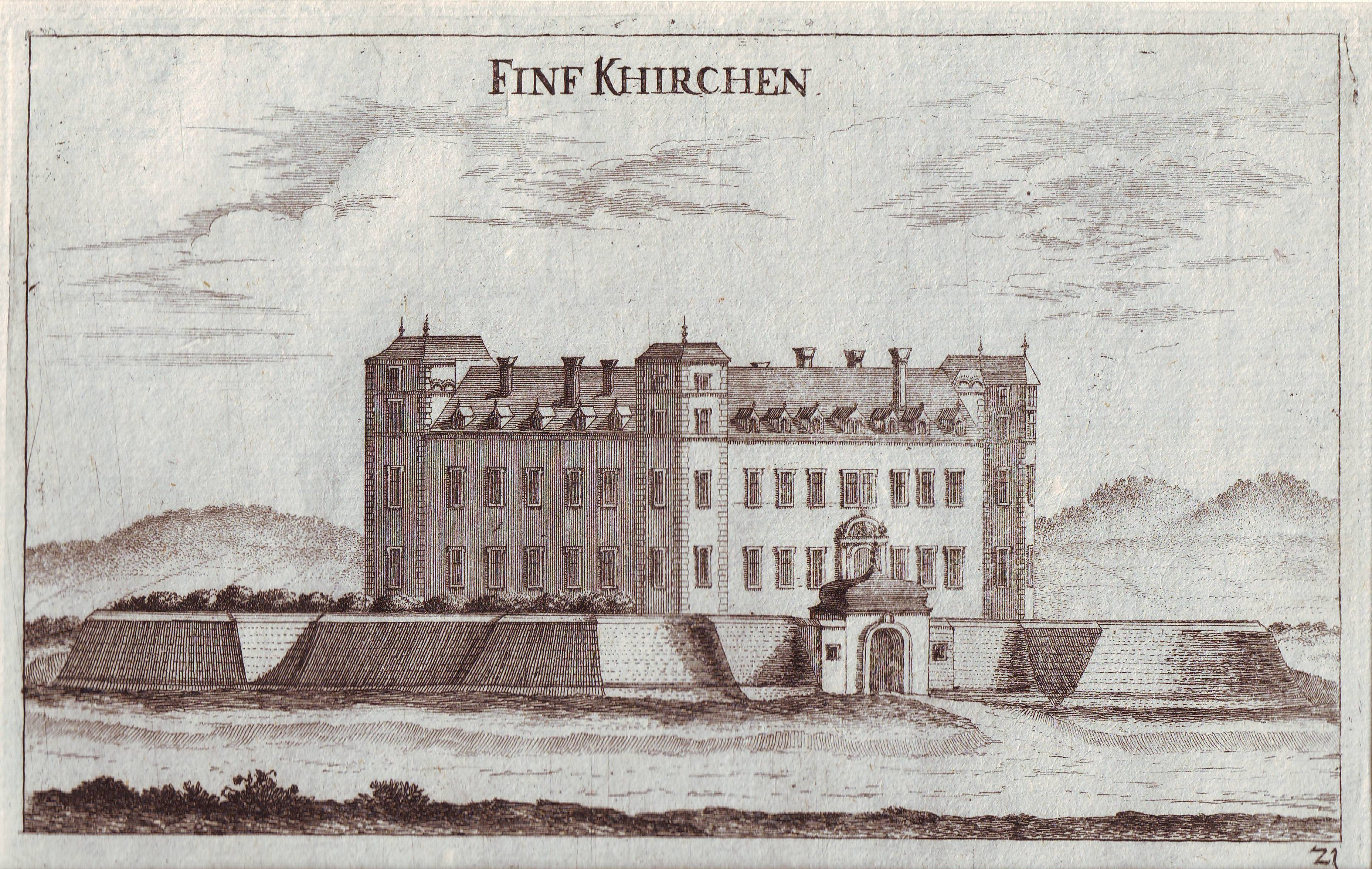
Schloss Fünfkirchen 1672, Kupferstich von Vischer
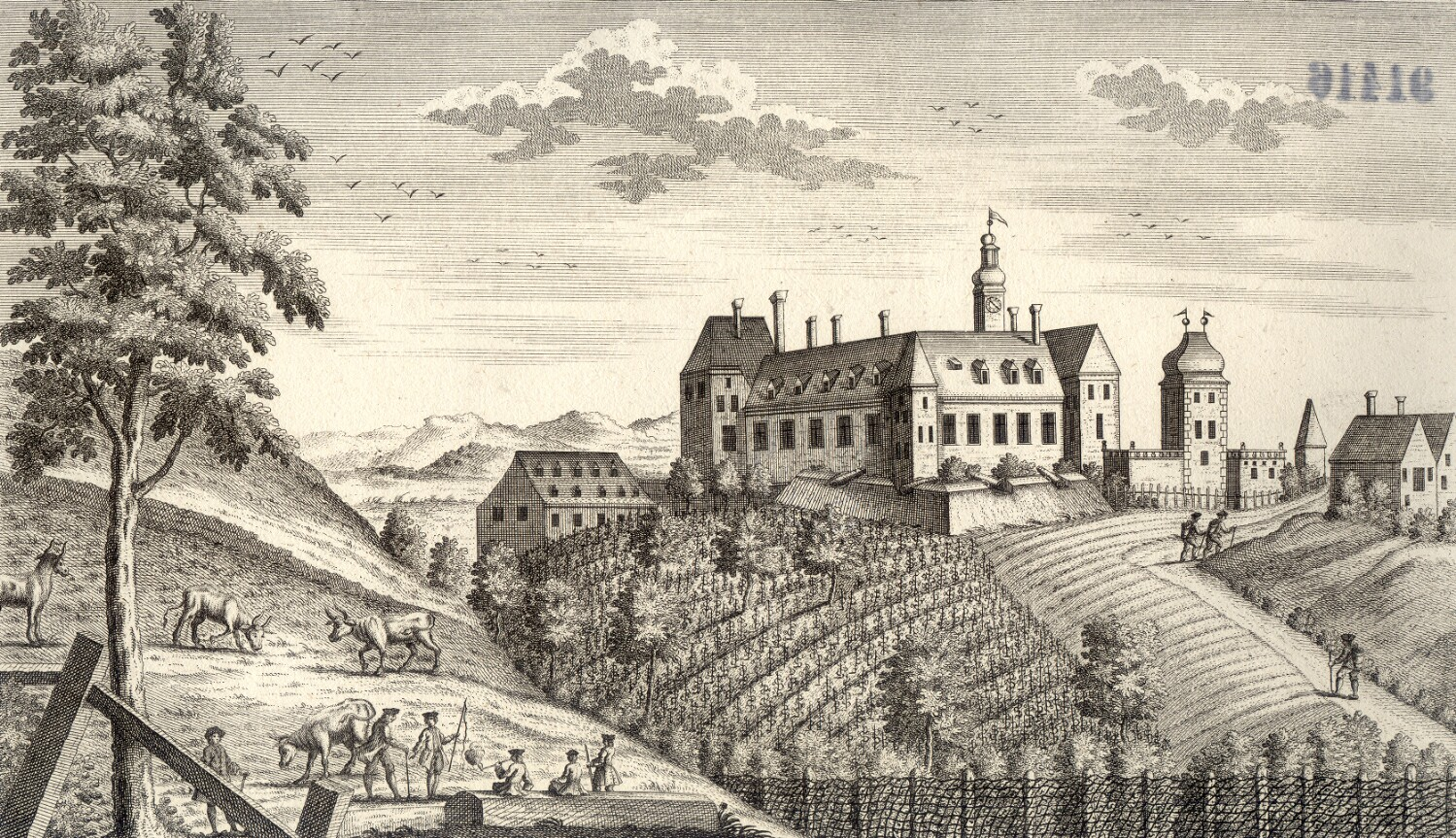
Schloss Fünfkirchen um 1730, Kupferstich von Engelbrecht
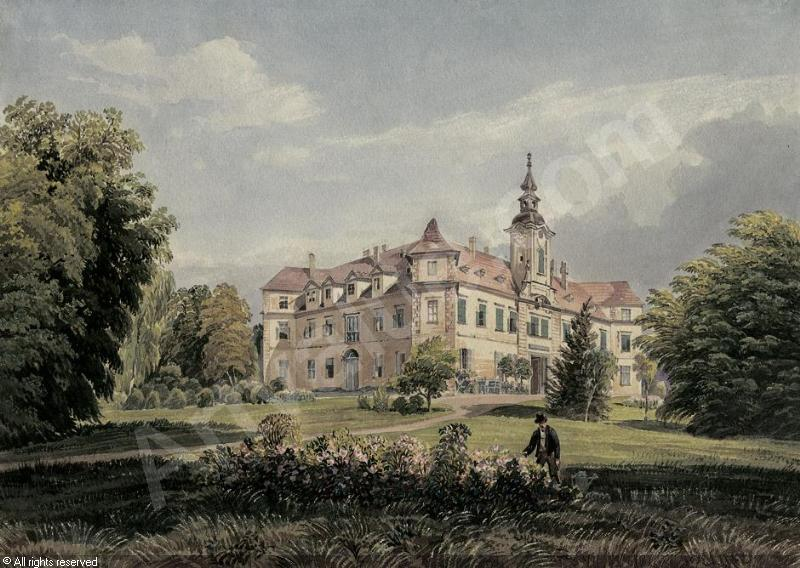
Schloss Fünfkirchen um 1850, Aquarell von Joseph Höger
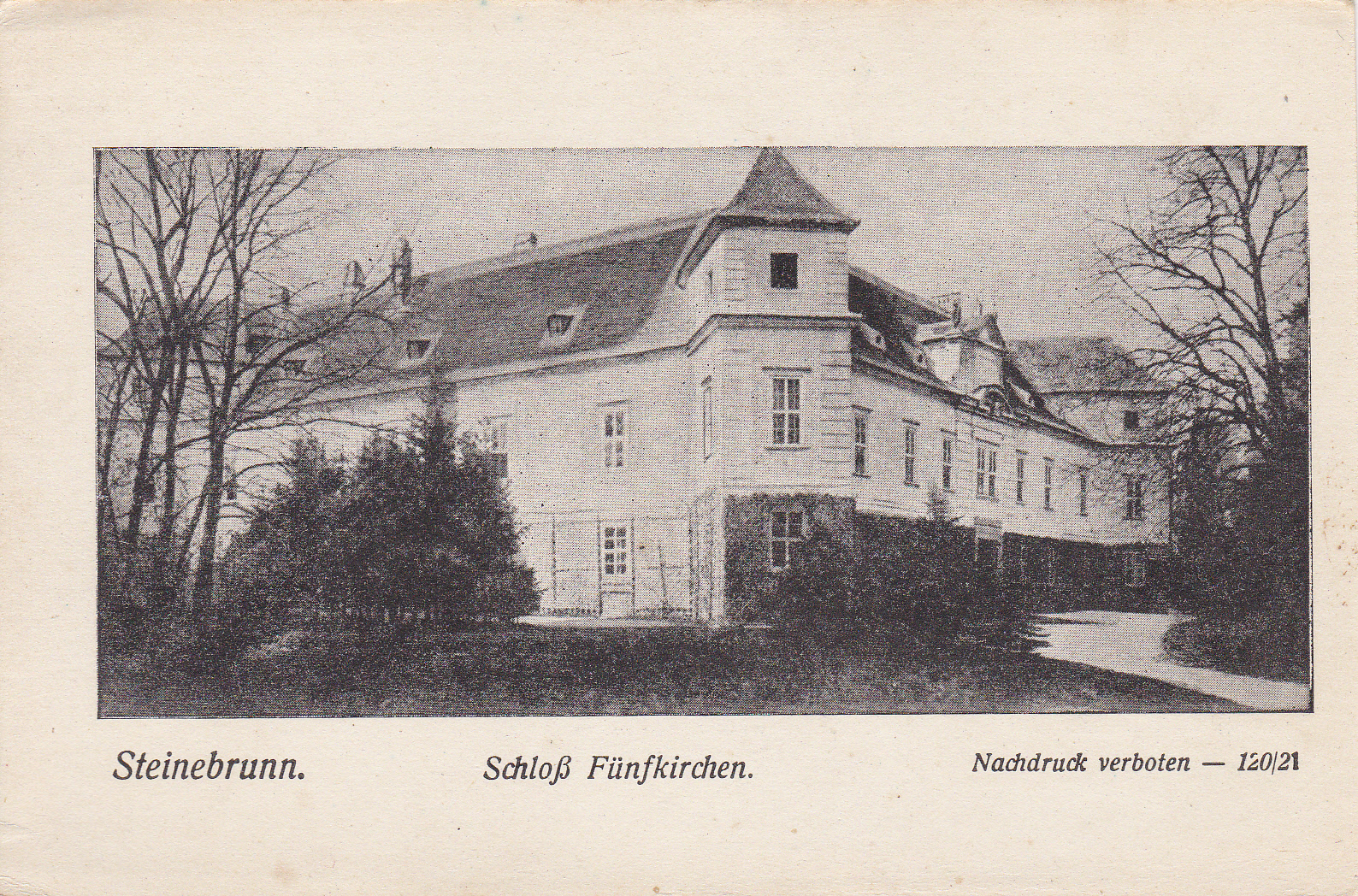
Schloss Fünfkirchen um 1900 nach Entfernen des Uhrturms und vor der Erhöhung der Ecktürme
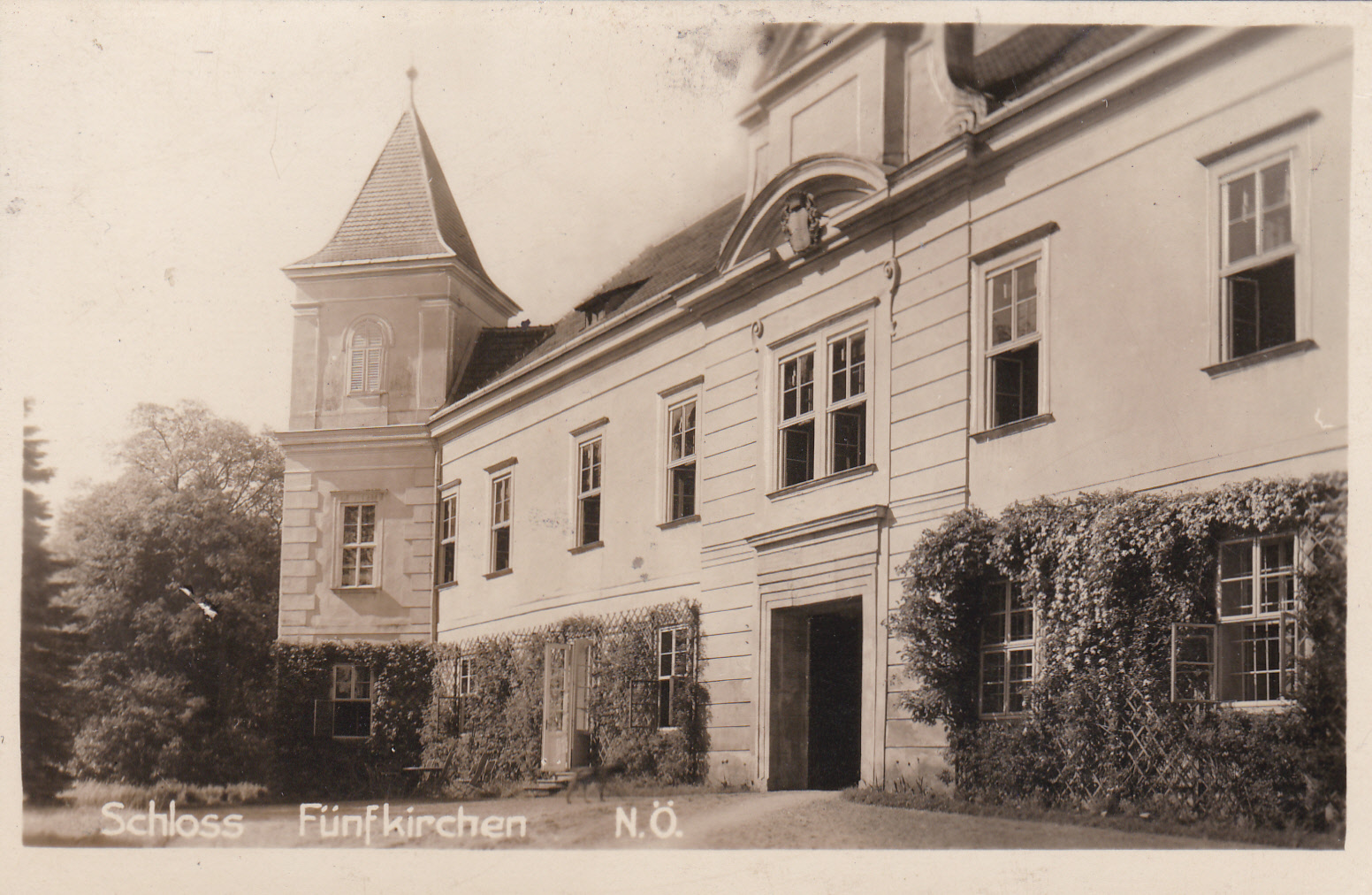
Hauptfassade des Schlosses im Norden, um 1925
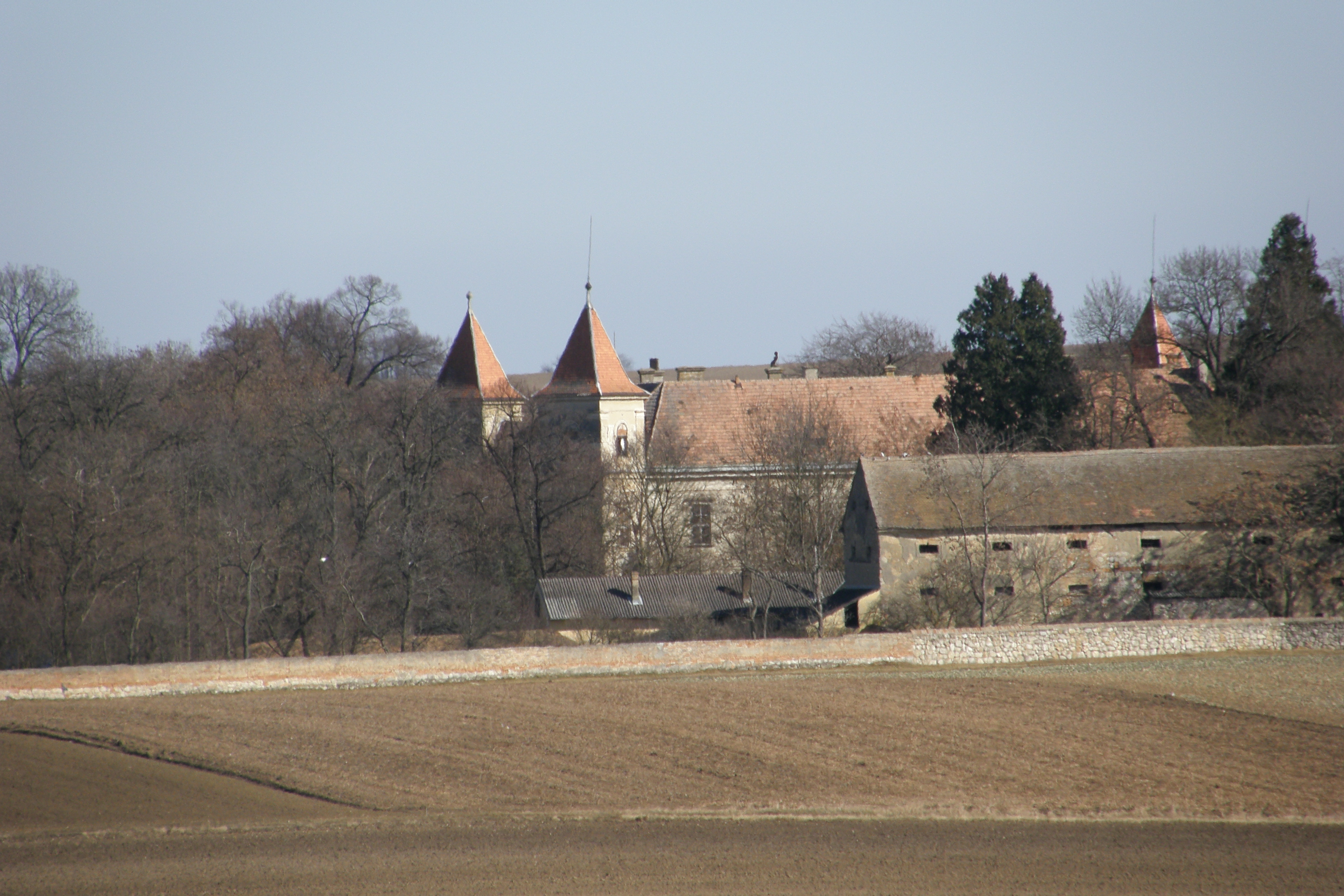
Schloss Fünfkirchen von Westen mit dem zum Schüttkasten umgebauten ehemaligen Vorwerk
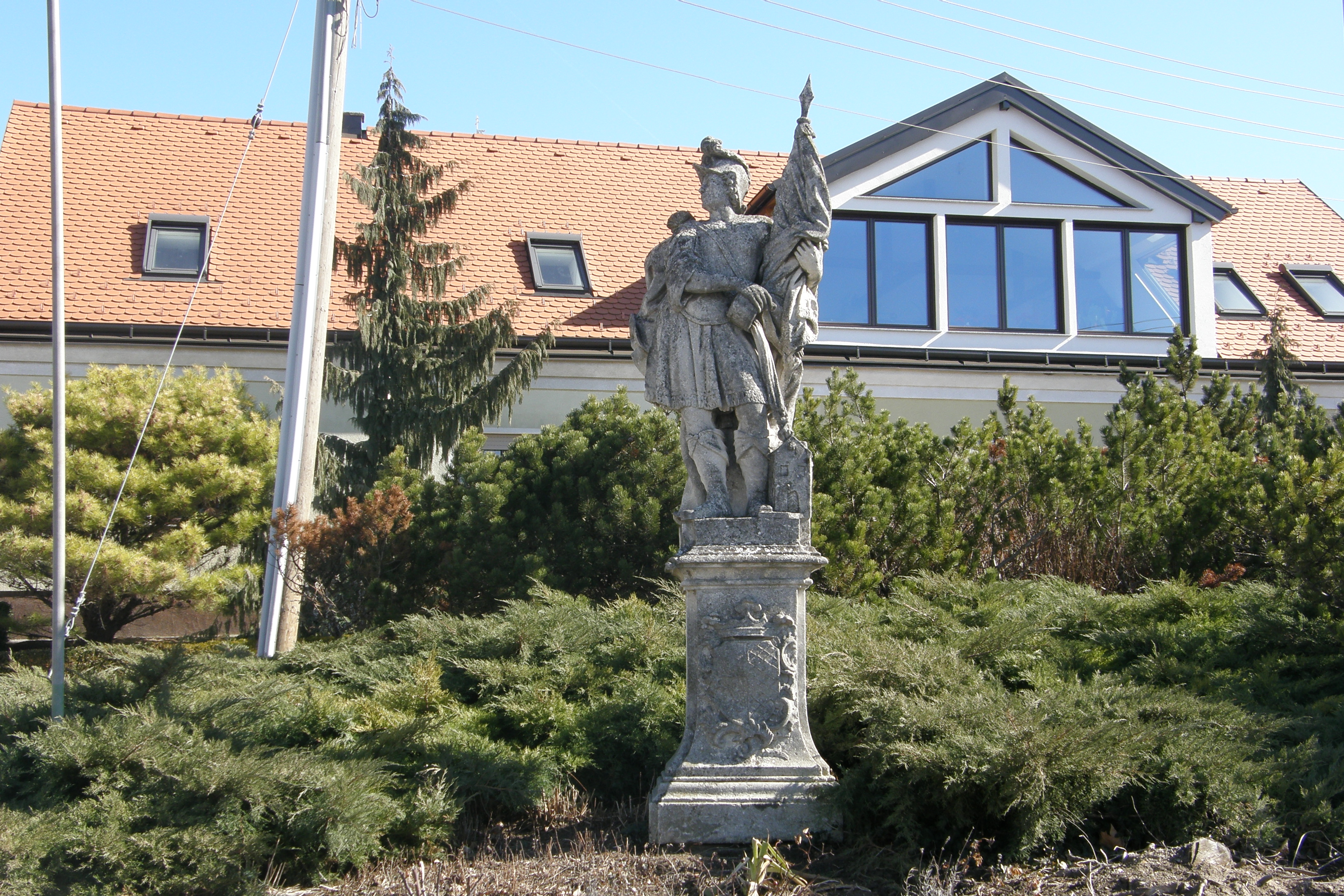
Barockfigur des Hl. Florian, einst auf der Schlossbrücke

### 19. Jahrhundert
Ab 1800 werden die einstigen Befestigungsanlagen geschleift und ein englischer Garten angelegt. 1809 hält sich Napoleon im Schloss auf. Anlässlich seiner Hochzeit 1826 mit Aloysia Gräfin Wurmbrandt-Stuppach lässt Graf Otto von Fünfkirchen Schloss Fünfkirchen durch den Architekten Karl Schleps umgestalten und neu ausstatten. Ein Aquarell von Joseph Höger, entstanden um 1840, zeigt das Schloss noch mit dem barocken Uhrturm über dem Haupteingang, dieser wird später abgetragen. 1844 tritt Otto Fünfkirchen sein Amt als Bezirkshauptmann in Schwaz an und lässt Schloss Fünfkirchen sperren. 1866 wird das Gebäude durch preußische Truppen beschädigt. Bis zum Ende der Monarchie wird das Schloss von der Familie meist nur zu den Herbstjagden genutzt. Nach 1900 erfolgt der letzte Umbau. Das dritte Geschoß der Ecktürme wird erhöht und diese erhalten Pyramidendächer.
Gegen Ende des Zweiten Weltkrieges wird das Schloss geplündert, die Fünfkirchen siedeln in ein Verwaltungsgebäude um. In der Nachkriegszeit werden Vertriebene aus Südmähren im Schloss untergebracht, dann steht das Schloss bis zum Verkauf 1970 leer. Heute befindet sich Schloss Fünfkirchen in Privatbesitz, ist renoviert und bewohnt. Es kann nicht besichtigt werden.

## Trivia
Eine mündliche Überlieferung in Steinebrunn berichtet vom Fehlen des fünften Turms des heute nur viertürmigen Schlosses Fünfkirchen. Dieser sei von der Gräfin beim Kartenspielen verloren worden. Ursprung der Legende dürfte der Abbruch des barocken Uhrturms Mitte des 19. Jahrhunderts sein.